# Yves Camus
Yves Camus (Yves Roger Maurice Camus; * 13. Mai 1930 in Nantes) ist ein ehemaliger französischer Sprinter.
1949 holte er bei den Weltfestspielen der Jugend und Studenten Bronze über 200 Meter.
Bei den Europameisterschaften 1950 in Brüssel wurde er Sechster über 200 Meter und gewann Silber in der 4-mal-100-Meter-Staffel.
1952 erreichte er bei den Olympischen Spielen in Helsinki über 400 Meter das Viertelfinale und wurde Fünfter in der 4-mal-100-Meter-Staffel.
Bei den Europameisterschaften 1954 in Bern scheiterte er mit der französischen Mannschaft im Vorlauf der 4-mal-100-Meter-Staffel. 1956 kam er bei den Olympischen Spielen in Melbourne über 200 Meter nicht über die erste Runde hinaus.
1952 wurde er Französischer Meister über 400 Meter.

## Persönliche Bestzeiten
- 100 m: 10,7 s, 1950
- 200 m: 21,5 s, 1950
- 400 m: 47,8 s, 1952